# MIRACLE MYSTERY TOUR
『MIRACLE MYSTERY TOUR』（ミラクル・ミステリー・ツアー）は、イヤホンズの1枚目のアルバム。2015年11月21日にEVIL LINE RECORDSより発売された。

## 概要
通称「ミミツアー」。
「イヤホンズの3人が、架空のアニメの世界を歌で旅する」というコンセプトのもと、様々なテイストの楽曲が収録されている。
収録されている楽曲は、既存の楽曲3曲と新曲9曲であり、既存の楽曲は過去にリリースされたシングルの表題曲のみで、カップリング曲（「あなたのお耳にプラグイン！」、「背中のWING」、「ヒーローじゃなくていい」、「Love Power」）は本アルバムでは収録されなかった。
姉貴分ユニット・Aice5のベスト・アルバム『Aice5 ALL SONGS COLLECTION』との同時発売となった。

## 収録曲

### CD
1. overture
  - 作曲・編曲：エンドウ.（GEEKS）
  - このアルバムのプロローグとなる楽曲。曲中にはナレーションが含まれており、テレビアニメ『それが声優！』の第1話で共演した声優の野沢雅子が担当している。
  - 同曲には"コマクちゃん"（イヤホンズのファンの総称）も参加しており、1stワンマンライブが開催された原宿アストロホールにてレコーディングが行われた。以降、1stワンマンライブ含め、イヤホンズのライブイベントでイヤホンズ登壇時のBGMとして使用されていることが多い。
  - 2015年11月22日開催の『イヤホンズ vs Aice5 〜それがユニット!〜』では、野沢による当日限りのナレーションを加えた特別バージョンが放送された。
2. それが声優！
  - 作詞：あさのますみ／作曲：佐々倉有吾／編曲：横山克
  - 2枚目のシングルの表題曲。テレビアニメ『それが声優！』オープニングテーマ。
3. 成長！全力シンデレラ
  - 作詞・作曲・編曲：エンドウ.（GEEKS）
  - 本アルバムのリード曲とも言える楽曲で、今回収録された新曲の中で唯一ミュージック・ビデオが存在する。学園アニメのオープニングをイメージした曲となっている。
  - イヤホンズのライブで披露される際には、必ず演者・観客一同でタオルを回し盛り上げる楽曲である。
4. 耳の中へ
  - 作詞：あさのますみ／作曲・編曲：ヤマモトショウ
  - デビューシングル。漫画『それが声優!』イメージソング、テレビアニメ『それが声優!』挿入歌。
  - シングル自体はアニメイト・ゲーマーズ限定でCDのみの販売だったため、今回のアルバム発売で初めて全国流通CDに収録、インターネットにてデジタル配信が開始された。
5. Magic of love
  - 作詞：ACKO／作曲・編曲：永井ルイ
  - 魔法少女アニメをイメージしている。イントロおよびラストサビ後にある歌詞「EMYUKARIRIIKA THIIIGAFUCABRON」は、イヤホンズのメンバー3人（麻里佳、李依、友紀）と、彼女達が演じた『それが声優！』のメインキャラクター3人（鈴、双葉、いちご）の名前のローマ字読みのアナグラムになっている。
  - 余談だが、本楽曲の制作を担当した2人は夫婦関係である。
6. ススメ！音羽少女隊
  - 作詞：谷亜ヒロコ／作曲・編曲：町屋（和楽器バンド）
  - 和風ロボットアニメをイメージした曲になっており、アルバムに収録された新曲9曲の中で唯一のタイアップ曲となっている。タイトルの『音羽（おとわ）』という言葉は、イヤホンズが所属するレーベル・EVIL LINE RECORDSを運営しているキングレコードの本社がある東京都文京区音羽から由来している。
  - スマートフォン用ゲーム『ぐるぐるダンジョン のぶニャガ』及び、『のぶニャがの野望』の期間限定BGMとして、2015年11月21日から同年12月5日まで使用された[2]。
7. 私でキマリ☆
  - 作詞：ハラユカ。／作曲・編曲：Tom-H@ck、奈良悠樹
  - 恋愛ハーレムモノをコンセプトにした曲になっている。
8. 280秒間世界一周 〜幸せのイヤホンを探して〜
  - 作詞：あさのますみ／作曲・編曲：長谷川智樹
  - 世界各地の名所の名前や、「イヤホン」という単語の世界各国の言語などを歌詞の中に取り入れている。
9. 勇者へのミサ・ブレイヴィス
  - 作詞：桑原永江／作曲・編曲：長谷川智樹
  - RPG教会風という設定の曲。
  - またこの楽曲は本作の収録曲の中では唯一、長らくライブで一度も披露されていない楽曲となっていたが、2022年1月30日開催のイヤホンズ6周年記念LIVE「identity」にて披露された「あなたのお耳にプラグイン!」内のリクエスト曲として6年越しに初披露された[3]。
10. プロ根！ 〜地獄の一丁目特訓！の巻〜
  - 作詞：あさのますみ／作曲・編曲：横山克
  - 『それが声優！』原作者である、声優のあさのますみ（浅野真澄）なりの声優としての苦難を綴った一曲。また浅野自身も、地獄の一丁目コーチ役としてボーカルに参加している。
11. お買物めっちゃええねんチャンネルのうた
  - 作詞：桑原永江／作曲・編曲：Funta7
  - 歌詞に関西弁や合いの手が取り入れている曲。歌詞の中に村上ショージのギャグ「ドゥーン！」が引用されている。
12. 光の先へ
  - 作詞：下地悠／作曲・編曲：大久保薫
  - 3枚目のシングルの表題曲。テレビアニメ『それが声優！』挿入歌。

### 初回限定盤同梱DVD
1. 成長！全力シンデレラ [MUSIC VIDEO]
2. 光の先へ [ダイジェスト・トレーラー]